# Surigna Vongsa
Re Surigna Vongsa, , detto anche Surigna Vongsa Thammikarat (in laotiano: ສຸຣິຍະວົງສາທັມມິກຣາດ, IPA: [suriɲˈa voŋsˈaː tʰammikarˈaːt]), il cui nome regale fu Samdach Brhat Chao Suriyalinga Varman Dharmika Raja Parama Pavitra Prasidhadhiraja Sri Sadhana Kanayudha (Vientiane, 1608 o 1618 – Vientiane, 1690), è stato il ventinovesimo sovrano del Regno di Lan Xang, la cui capitale era Vientiane, nell'odierno Laos centrale.
Fu proclamato re dopo la morte del predecessore, lo zio Viksai, in un periodo in cui le lotte interne tra le fazioni della nobiltà stavano turbando la stabilità del regno.
Grazie alla sua opera, Lan Xang conobbe quello che è definito il periodo più splendente della sua storia. Fu uno dei sovrani più longevi del paese, regnando per 52 anni fino alla sua morte. Aprì le porte di Lan Xang a delegazioni europee ed i capi-missione descrissero con ammirazione l'allora secluso paese nei loro resoconti, che vengono considerati le fonti più attendibili sul regno di Surigna Vongsa.
Le cronache indocinesi che lo menzionano provengono dagli antichi annali di Lan Xang, di Lanna, di Ayutthaya e di Birmania, che differiscono tra loro. Gli annali di Lan Xang furono tradotti in altre lingue ed interpretati in diversi modi, dando luogo a controversie sull'attendibilità dei riferimenti storici. La principale tra le critiche che determinarono il cambiamento del testo originale, fu dettata dalla convinzione che molti degli avvenimenti storici fossero stati omessi o distorti nell'edizione originale a maggior gloria del regno.

## Biografia
Il suo nome alla nascita fu principe Surigna Kuman. Secondo alcune fonti nacque nel 1618, secondo altre nel 1608, ed era il figlio minore del sovrano Ton Kham, che aveva regnato dal 1633 al 1637. Durante i regni dei sovrani che lo precedettero, gravi furono i conflitti tra i più importanti clan nobiliari della corte di Vientiane, ognuno dei quali tramava per usurpare il trono allargando la cerchia dei propri alleati e formando una propria milizia. In quel periodo il regno si era indebolito e molti degli abitanti avevano abbandonato l'impoverita capitale trasferendosi sulla sponda opposta del Mekong.

### Ascesa al trono
Fu proclamato re nel 1638 alla morte del predecessore Viksai, che era il fratello minore di Ton Kham. Venne scelto dalla fazione della nobiltà più potente tra le molte createsi a corte, che lo preferì ai fratelli maggiori ed ai cugini figli di Viksai. Sia i fratelli che i cugini erano ognuno spalleggiati da altre fazioni, ed uno dei primi atti del nuovo sovrano fu quello di costringerli ad andarsene dalla capitale, dove avrebbero aggravato l'instabilità della corte.
Il fratello maggiore Somphu si rifugiò a Huế, dove risiedeva la corte dei signori Nguyen, che controllavano il Vietnam centro meridionale. L'altro fratello Bun Su fu costretto a ritirarsi a vita monacale in un monastero a Phuho Phuhong. I cugini Bu e Soi furono confinati rispettivamente a Muang Xieng-Khan e a Sapuluan. I successivi anni del suo regno furono all'insegna della stabilità e della pace, ed i conflitti interni della corte sarebbero riesplosi solo dopo la sua morte.

### Politica interna
Dopo aver stroncato ogni opposizione interna e favorito dalla pace con i paesi vicini, Surigna Vongsa si dedicò a ricostruire la società di Lan Xang. Emanò una serie di leggi che risollevarono il tenore di vita della popolazione, anche in virtù dell'equanimità con cui furono applicate. Tutti i suoi sudditi furono posti sullo stesso piano ed anche le classi meno abbienti poterono trarre vantaggio dal nuovo ordinamento. Non esitò a far giustiziare il suo unico figlio maschio Ratsavuth, che aveva nominato erede al trono, quando questi commise un adulterio con la moglie di uno dei suoi funzionari.
Promosse lo sviluppo del Buddhismo Theravada, in particolare per quanto riguarda le arti e lo studio. Gli inviati europei che risiedettero nella capitale rilevarono la presenza di un enorme numero di monaci. Molti religiosi erano stati inviati anche dalle sangha del Regno Khmer e del Regno di Ayutthaya per apprendere l'evoluto sistema di studio che Surigna aveva imposto alle comunità religiose di Vientiane. Fiorì la filosofia, con un grande numero di pensatori, ed in particolare la letteratura, con svariati artisti che produssero poemi, testi religiosi e leggende.
Il sovrano mantenne il paese unito grazie al sapiente equilibrio con cui gestì il territorio. I vantaggi della sua politica interna furono goduti sia dalle province settentrionali, affidate al governatore Phagna Sen Mueang, che da quelle meridionali, a capo delle quali pose Phagna Mueang Chan. Non fece di Lan Xang uno Stato centralizzato, come il vicino Regno di Ayutthaya, ed alla sua morte si ripresentarono gli antichi conflitti regionali che avrebbero contribuito al frazionamento del regno nel 1707.

### Politica estera
Il sovrano divenne famoso anche per i traguardi raggiunti in politica estera. Durante il suo regno non vi furono conflitti ed in particolare strinse un forte legame di alleanza con il re di Ayutthaya Narai il Grande, che a sua volta stava governando il Siam con illuminata saggezza. A testimonianza del patto di amicizia, i due sovrani fecero congiuntamente costruire nell'odierna Provincia di Loei lo stupa di Phra That Si Song Rak (in lingua thai: พระธาตุศรีสองรัก, letteralmente: stupa dell'amore fra le due nazioni). L'edificio, tuttora esistente, segnava l'inizio dell'inviolabile confine tra i due Stati fratelli, che sono anche oggi come allora i più grandi Stati dei popoli tai. Venne inaugurato nel 1673 e durante la cerimonia venne letto un comunicato concordato tra i due sovrani in cui si giuravano alleanza eterna.
Fu durante il regno di Surigna Vongsa che Lan Xang aprì per la prima volta le sue porte a visitatori occidentali. Il paese era difficilmente raggiungibile, chiuso tra giungle, catene montuose e l'allora desolato altopiano di Korat e gli unici stranieri che erano potuti entrare erano stati sino ad allora quelli degli Stati confinanti. La prima delegazione europea ad arrivare fu quella della Compagnia olandese delle Indie orientali, che da qualche decennio era diventata potente grazie ai suoi traffici in Asia ed intendeva stabilire scambi con Lan Xang attraverso il Mekong. Il capo della delegazione Gerrit van Wuysthoff venne accolto con grandi cerimonie dal sovrano e stilò un rapporto dettagliato sulla sua breve permanenza a Vientiane.
L'arrivo della delegazione olandese segnò una svolta nel commercio con l'occidente, che fino ad allora si era effettuato con il dispendioso impiego dei porti marittimi degli Stati vicini, soprattutto quelli del Siam. Il paese intraprese i suoi primi scambi con gli olandesi in piena autonomia, ma non riuscì a sviluppare un buon volume di affari.
La seconda delegazione arrivò nel giugno del 1642 e fu quella dei gesuiti italiani guidata dal religioso piemontese Giovanni Maria Leria, che sarebbe diventato il Superiore dei gesuiti per l'Asia. Il prelato rimase nel paese fino al dicembre del 1647 nel vano tentativo di convertire al Cattolicesimo i laotiani. Durante la permanenza, Leria inviò alla curia romana una serie di rapporti dettagliati che descrivevano anche il regno, il sovrano, gli usi e i costumi dei locali. Surigna Vongsa gli riservò un'accoglienza amichevole, Leria diventò un confidente del sovrano e, secondo quanto scrisse, fu quasi sul punto di convertirlo. I suoi scritti sarebbero stati resi noti nei libri sulle missioni in Asia del prelato suo contemporaneo Giovanni Filippo de Marini di Taggia, a sua volta missionario in Asia, e costituiscono la principale fonte di informazioni sul regno di Surigna Vongsa.
Sia secondo le testimonianze di van Wuysthoff che quelle di Leria Lan Xang era descritto come un regno vigoroso, potente e prosperoso.

### Morte e successione
Surigna Vongsa morì nel 1690 (secondo alcune fonti nel 1695), non aveva eredi, dopo che il figlio era stato giustiziato, e i suoi due nipoti erano ancora bambini. Approfittò della situazione il primo ministro Phagna Mueang Chan, un nobile che non aveva sangue reale; usurpò il trono e gli succedette con il nome regale Tian Thala. Inviso alla corte ed alla popolazione, il nuovo sovrano avrebbe contribuito a scatenare nuovamente le lotte interne alla nobiltà di Lan Xang, sopite durante il regno del saggio predecessore. Il caos tornò a regnare a corte e Tian Thala sarebbe stato deposto 5 anni dopo l'ascesa al trono.

## Genealogia
Surigna Vongsa ebbe almeno tre mogli:
- Una principessa di Luang Prabang che gli diede i suoi unici tre figli:
  - Il principe Ratsavuth, suo erede al trono, fatto giustiziare per adulterio, si era sposato con la figlia del re di Chiang Hung, che gli aveva dato tre figli:
    - Il principe Kitsarat, che sarebbe diventato il primo sovrano del Regno di Luang Prabang nel 1707
    - Il principe Ong Nok
    - Il principe Inta Som, che sarebbe diventato il terzo sovrano del Regno di Luang Prabang nel 1723

  - La principessa Sumangala, che andò in sposa allo zio Somphu, rifugiatosi in Vietnam, dal quale ebbe un figlio:
    - Il principe Sadet Jaya Anga Hue, detto anche Sai Ong Hue, figlio della principessa Sumangala, che nel 1698 sarebbe tornato a Lan Xang alla testa di un'armata vietnamita salendo al trono con il nome regale Setthathirat II. Dopo il frazionamento del regno nel 1707, divenne il primo sovrano del Regno di Vientiane

  - Sumangala si sposò in seconde nozze con Sentip, detto anche Phya Senadivya, da cui ebbe due figli:
    - Il principe Ong Nong
    - Il principe Nokasat, che divenne il primo sovrano del Regno di Champasak nel 1713 con il nome regale Soi Sisamut

  - La principessa Kumari, nel 1694 sposò l'usurpatore Tian Thala, che regnò dal 1690 al 1695
- Kène Chan, principessa di Xieng Khuang
- Una principessa dell'Annam